# Ariel (stad)
Ariel (hebreiska: אֲרִיאֵל; arabiska: اريئيل) är en judisk bosättning på Västbanken som sedan 1998 har status som stad. Den grundades år 1978 och är det femte största judiska samhället på de territorier som Israel ockuperar sedan Sexdagarskriget år 1967.

## Etymologi
Ariel (uttalas Ari'el) , betyder bokstavligen "Guds lejon" . "Ari" (lejon) på hebreiska är också en synonym för tapperhet och mod och det är också en symbol för Juda stam . Staden Ariel är uppkallad efter Jerusalem  Ariel i den hebreiska bibeln är ett av namnen för Jerusalem och templet i Jerusalem ( Jesaja 29 : 1-8 ) . 

## Politisk status
Enligt den israeliska organisationen Peace Now är 35,11 % av det land som Ariel byggts på privatägt palestinsk land; även enligt israelisk rätt är detta olagligt. Majoritetsuppfattningen i världen är att resterande delen av Ariel är också olagligt utnyttjat under internationell rätt, eftersom en ockupationsmakt saknar rätt att förflytta sin egen civilbefolkning till det ockuperade territoriet. Detta bestrids av ett antal israeliska jurister, som argumentetar att Västbanken inte är att betraktas som ockuperad samt att icke-privat mark tillhör den administrerande myndigheten enligt på området gällande ottomansk lag från 1885.